# Український гідрометеорологічний центр
Український гідрометеорологічний центр (колишня Державна гідрометеорологічна служба України Держгідромет) — державна установа в складі Державної служби України з надзвичайних ситуацій, що провадить метеорологічні та гідрологічні спостереження на території України. УкрГМЦ у межах своєї компетенції реалізує державну політику у сфері гідрометеорології та моніторингу довкілля та здійснює управління і контроль у сфері гідрометеорологічної діяльності. Діяльність УкрГМЦ спрямовується, координується та контролюється Департаментом з питань цивільного захисту ДСНС України.
В апараті ДСНС України діє Управління гідрометеорології, яке розробляє пропозиції щодо формування та реалізації державної політики у сфері гідрометеорологічної діяльності, аналізує в межах компетенції діяльність керівництва Українського гідрометеорологічного центру, Державного підприємства «Український авіаційний метеорологічний центр» та Українського гідрометеорологічного інституту. Управління гідрометеорології підпорядковується заступнику голови ДСНС України.

## Офіційний статус

Прапор Всесвітньої метеорологічної організації

Український гідрометеорологічний центр Державної служби України з надзвичайних ситуацій (УкрГМЦ) у межах своїх повноважень бере участь в реалізації державної політики у сфері гідрометеорологічної діяльності і є головною організаційно-методичною установою національної гідрометеорологічної служби України з питань спостережень, аналізуі прогнозування метеорологічних, гідрологічних та агрометеорологічних умов, ведення постійного моніторингу стану навколишнього природного середовища, забезпечення Уряду України, Адміністрації Президента України, центральних і місцевих органів виконавчої влади необхідною гідрометеорологічною інформацією, забезпечення сталої роботи гідрометеорологічних телекомунікаційних систем, автоматизованої обробки інформації та здійснення завчасних попереджень про загрозу виникнення
небезпечних гідрометеорологічних явищ на території України та акваторії Чорного і Азовського морів.

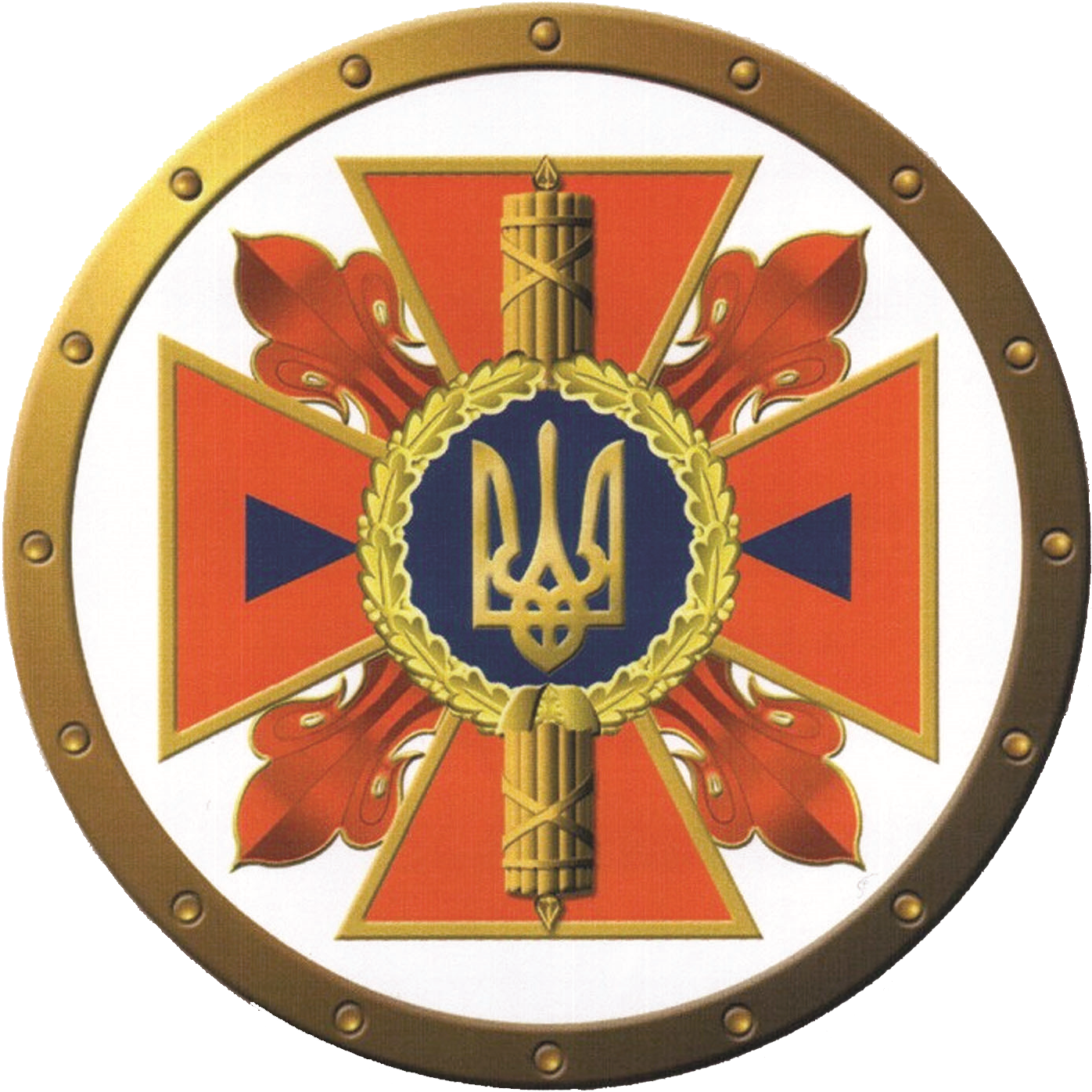
Державна служба надзвичайних ситуацій

УкрГМЦ виконує функції національного центру з обміну інформацією з регіональними та світовими метеорологічними центрами в рамках діяльності Всесвітньої Метеорологічної організації — спеціалізованого агентства ООН.

## Історія
Заснована у 1921 році, в 1929 році об'єднана з гідрологічною службою в Гідрометеорологічний комітет (з 1940 року Управління гідрометеорологічної служби УРСР). Українська метеорологічна служба виявила жваву діяльність: збільшення і краще обладнання метеорологічних станцій, дослідження, публікації («Бюлетень» та ін.), популяризація метеорології (журнал «Погода і життя»). 

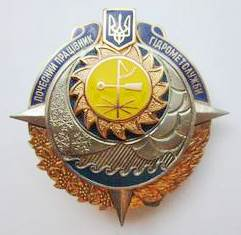
Нагрудний знак «Почесний працівник гідрометслужби України» (вручався протягом 1999—2012 рр.)

Історія становлення і сучасного розвитку Українського гідрометеорологічного центру своїм корінням сягає у глибину віків, коли на теренах України закладались і розвивались основи перших спостережень за станом погоди, режимом річок, досліджувались погодні і кліматичні умови, вивчався їх вплив на агрокультури. Вивчення метеорології у Львівській єзуїтській колегії почалося з 1613 року. Щоденний звіт про погоду у Львові за даними метеостанції (атмосферний тиск, температура повітря тощо) почали публікувати з січня 1786 року. Перші інструментальні метеорологічні спостереження у Києві розпочались у 1771 році.
На початку 30-х років XVIII століття починаються перші помірковані і організовані дослідження погоди і клімату підросійської частини України. Петербурзька академія наук, яка на той час стала головним центром науки в Росії, споряджає різні науково-дослідницькі експедиції, у тому числі й до України, що стало поштовхом для здійснення російськими та українськими вченими метеорологами, послідовниками і учнями М.Ломоносова, перших метеорологічних спостережень на її території. З метою упорядкування і централізації метеорологічних спостережень у 1892 році була створена Придніпровська мережа метеорологічних станцій, яка проіснувала до 1917 року включно, і територіально охоплювала басейн Верхнього Дніпра та частково басейни річок Оки, Дону, Дінця і відповідно до цього Київську, Чернігівську, Полтавську, Харківську, Курську та інші адміністративно-територіальні утворення в басейнах цих річок.
Для отримання достовірної інформації про стан погоди та впливу небезпечних метеорологічних явищ на сільгоспкультури у складі земських управ почали з'являтися перші губернські мережі метеорологічних станцій. Так, у 1912 році за рішенням Київського губернського земства була створена Київська губернська метеорологічна мережа з підпорядкуванням Київському метеорологічному бюро погоди. До 1914 року майже при кожній земській управі була створена своя мережа метеорологічних станцій, а при багатьох земствах — метеорологічні бюро погоди, які за напрямками своїх функціональних обов'язків виконували обробку, аналіз і узагальнення одержаної з метеорологічної мережі інформації, здійснювали організаційно-методичне керівництво мережею метеорологічних станцій та розробляли перші метеорологічні прогнози про стан погоди.
Подальший розвиток і активне відродження гідрометеорологічних установ в Україні після розрухи, викликаної першою Світовою та громадянськими війнами, припадає на 1919—1921 роки. Швидкий і цілеспрямований розвиток всієї метеорологічної справи в Україні розпочався після прийняття Радою народних Комісарів УРСР декрету від 19 листопада 1921 року про створення Української метеорологічної служби — Укрмету.
Головне, або центральне Управління Укрмету територіально знаходилось (розташовувалося) у Києві. В десяти інших великих містах України на базі земських метеорологічних бюро погоди одночасно були створені і підпорядковані Укрмету відповідні місцеві гідрометеорологічні відділи, оскільки зазначеним Декретом усім відомствам і установам України заборонялось мати відокремлену від Укрмету службу погоди.
Таким чином, Укрмет став центральним адміністративним і науковим органом усієї гідрометеорологічної служби України. У адміністративно-правовому порядку Укрмет був підпорядкований Наркомзему УРСР і у науковому аспекті, по лінії Наркомзему — Сільськогосподарському науковому комітету, а по лінії Наркомосвіти — Укрнауці.
З 13 грудня 1929 року в Україні вже створюється Гідрометеорологічний комітет УРСР, який з метою централізації гідрологічної і метеорологічної служби України об'єднав усі існуючі на її території метеорологічні, гідрологічні, агрометеорологічні служби, організації, відомства і окремі роботи, які існували на той час в Україні для створення на їх основі центрального органу виконавчої влади, яким і став власне Гідрометеорологічний комітет України (ГІМЕКОМ). Територіально ГІМЕКОМ (Головне управління) розміщувався і діяв у тодішній столиці України — м. Харкові.
До складу ГІМЕКОМа України крім метеорологічних і гідрологічних організацій та установ колишнього Укрмету увійшла також Служба врожаю Укрмету, яка здійснювала методичне керівництво за агрометеорологічними спостереженнями та оперативним обслуговуванням сільського господарства, три метеорологічних обсерваторії (у Києві, Харкові, Одесі), 360 метеорологічних станцій, 1358 дощомірних постів, 13 шаро (кульо) пілотних пунктів, 213 водомірних постів, 8 гідрометричних, 7 випаровувальних і 2 стокові станції, а також мережа добровільних кореспондентів, яка складалась зі 650 пунктів спостережень. При цьому у складі ГІМЕКОМУ були сформовані і діяли, як основні виробничі гідрометеорологічні організації, бюро погоди: у Харкові — Центральне, Одесі — Південне, у Києві — Правобережне.
Подальший розвиток і удосконалення централізованого управління гідрометеорологічною галуззю України та її адміністративного реформування на початку 80-х років минулого століття, а саме у 1982 році, створили умови щодо утворення у складі Українського Управління з гідрометеорології та контролю природного середовища — Українського гідрометеорологічного центру шляхом об'єднання Київського і Українського бюро погоди.
Враховуючи цей факт, та те, що Київське і Українське бюро погоди, прототипами яких стали саме Центральне, Південне та Правобережне бюро погоди (що були сформовані і діяли, як основні виробничі гідрометеорологічні організації у складі ГІМЕКОМу України), то орієнтовною історичною датою утворення Українського гідрометеорологічного центру можна вважати все ж таки 13 грудня 1929 року, тобто дату утворення в Україні гідрометеорологічного комітету УРСР (ГІМЕКОМ).
 На жаль, більш детальна історична інформація та офіційна історична дата утворення УкрГМЦ, була втрачена разом з великою кількістю інших дуже важливих для галузі архівних документів під час Великої Вітчизняної Війни 1941—1945 років.
 Нині Український гідрометеорологічний центр (УкрГМЦ) є бюджетною неприбутковою організацією, яка підпорядковується і належить до сфери управління Державної служби України з надзвичайних ситуацій (ДСНС України), як центрального органу виконавчої влади у сфері гідрометеорологічної діяльності.
У підпорядкуванні УкрГМЦ знаходяться і діють, як підвідомчі структурні гідрометеорологічні підрозділи: Центральна геофізична обсерваторія, Гідрометеорологічний центр Чорного та Азовського морів, Дніпропетровський, Донецький, Львівський, Харківський регіональні центри з гідрометеорології, Вінницький, Волинський, Житомирський, Закарпатський, Запорізький, Івано-Франківський, Кіровоградський, Луганський, Миколаївський, Полтавський, Рівненський, Сумський, Тернопільський, Хмельницький, Херсонський, Черкаський, Чернігівський, Чернівецький обласні центри з гідрометеорології та Дунайська гідрометеорологічна обсерваторія.
На сучасному етапі розвитку і формування гідрометеорологічної галузі України у нових економічних умовах, починаючи з 1 жовтня 2011 року, на Український гідрометеорологічний центр державою покладено обов'язки зі здійснення організаційно-методичного керівництва діяльності усіх гідрометеорологічних установ та організацій України.
Таким чином можна вважати, що УкрГМЦ став правонаступником української (національної) гідрометслужби і безпосередньо виконує її функції та обов'язки на державному і міжнародному рівнях.

## Основні функції та завдання
УкрГМЦ в межах своїх функціональних повноважень бере участь в реалізації державної політики України у сфері гідрометеорологічної діяльності і є головною організаційно-методичною організацією гідрометеорологічної галузі або національної гідрометеорологічної служби України з питань аналізу та прогнозування гідрометеорологічних умов, гідрометеорологічного забезпечення і обслуговування, користувачів усіх форм власності, проведення агрометеорологічних спостережень та робіт, збору, обробки і розповсюдження гідрометеорологічної інформації та забезпечення роботи гідрометеорологічних телекомунікаційних систем і автоматичної обробки інформації. Під час виконання своїх виробничих функцій УкрГМЦ тісно взаємодіє з адміністрацією Президента і Кабінетом Міністрів України, Державною службою України з надзвичайних ситуацій та іншими центральними органами виконавчої влади та місцевого самоврядування.
Необхідність і важливість гідрометеорологічного забезпечення визначаються значною залежністю практично всіх галузей економіки від погодних умов та гідрологічного режиму водних об'єктів.
Найбільший вплив гідрометеорологічні умови здійснюють на діяльність всіх видів транспорту, паливно-енергетичного, водогосподарського та гідромеліоративного комплексів, виробництво сільськогосподарської продукції, будівництво, комунальне господарство тощо.
Прогноз погоди, гідрологічного режиму усіх видів водних об'єктів, розташованих на території України, стану та врожайності сільськогосподарських культур, метеоумов забруднення повітря є необхідним оперативним матеріалом для керівників і спеціалістів всіх галузей економіки та органів державного управління.
Інформування населення України про стан погодних умов на найближчі дні і попередження про несприятливі явища вже стало об'єктивною потребою кожної людини. Своєчасні попередження про небезпечні гідрометеорологічні явища та стихійні лиха зберігають найдорожче — людське життя.
В цілому за рік Українським гідрометцентром складається і доводиться органам державної виконавчої влади різних рівнів, міністерствам, відомствам, держадміністраціям, комісіям з НС, 250 щоденних гідрометбюлетенів, 36 декадних агрометеорологічних бюлетенів та бюлетень за сільськогосподарський рік, близько 40000 метеорологічних прогнозів загального користування та понад 60000 спеціалізованих метеорологічних прогнозів, 2570 гідрологічних та агрометеорологічних прогнозів, 1500 прогнозів метеорологічних умов забруднення атмосфери, 45 прогнозів рівнів забруднення повітря промисловими викидами, понад 800 штормових попереджень про небезпечні та стихійні гідрометявища, понад 200 оперативних інформацій та доповідей.
Виходячи з цього, основним функціональним завданням Українського гідрометцентру є і залишається:
- збір, обробка і аналіз результатів спостережень за станом погоди, гідрологічним режимом річок, озер, водосховищ, Чорного та Азовського морів, станом і розвитком сільськогосподарських культур, забрудненням довкілля, прогнозування змін погодних умов, водності річок, притоку води до водосховищ, умов вегетації та врожайності сільськогосподарських культур, попередження про загрозу виникнення небезпечних і стихійних погодних явищ, паводків, селів, снігових лавин, оперативне і своєчасне забезпечення населення і галузей економіки прогнозами погоди;
- підготовка попереджень про очікувані небезпечні гідрометеорологічні явища на території України;
- забезпечення гідрометеорологічною інформацією та продукцією органів державної влади, місцевого самоврядування, підприємств, установ, організацій та Збройні Сили України;
- здійснення спільно з Державним підприємством «Український авіаметеорологічний центр» (ДП «УАМЦ») інформаційного та організаційно-методичного забезпечення діяльності авіаметеорологічних станцій цивільних, розробки нових проектів та пропозицій щодо внесення змін до чинних нормативних документів, що регламентують метеорологічне забезпечення цивільної авіації;
- взаємодія в межах компетенції з органами та підрозділами ДСНС України, іншими центральними та місцевими органами виконавчої влади, місцевого самоврядування, об'єднаннями громадян, Українським гідрометеорологічним інститутом, ДП «УАМЦ», національними гідрометеорологічними службами інших країн;
- виконання функцій національного центру з обміну інформацією з регіональними і світовими метеорологічними центрами в рамках діяльності Всесвітньої метеорологічної організації — спеціалізованого агентства ООН;
- виконання в системі Всесвітньої служби погоди — Всесвітньої метеорологічної організації (ВМО) міжнародних зобов'язань України з міжнародного обміну прогностичною інформацією та даними гідрометеорологічних спостережень;
- виконання обов'язків оперативного підрозділу національної гідрометеорологічної служби в рамках реалізації угод між ВМО та Міжнародним агентством з атомної енергії з моделювання процесів переносу забруднювальних речовин при ядерних та інших екологічних аваріях, участь у відповідних спільних тренуваннях, забезпечення необхідної оперативної взаємодії з компетентними з цих питань установами в Україні та спеціалізованими регіональними центрами ВМО;
- участь у розробці пропозицій до угод з національними гідрометеорологічними службами інших країн, міждержавних угод зі співробітництва на прикордонних водах та виконання положень і вимог укладених угод;
- оперативна взаємодія з національними гідрометеорологічними службами інших країн у межах своєї компетенції;
- здійснення інших функцій, що випливають з покладених на нього завдань.

Основою діяльності УкрГМЦ є цілісна державна система гідрометеорологічних спостережень і прогнозування, яка являє собою комплексну багаторівневу спостережно-інформаційну систему, призначену для проведення систематичних інструментальних спостережень за гідрометеорологічними умовами, станом атмосфери, забрудненням довкілля під впливом природних і антропогенних факторів, а також для забезпечення споживачів гідрометеорологічними даними, прогнозами та узагальненою інформацією про стан довкілля.
Система спостережень дає змогу отримувати понад 70 різних видів інформації, зокрема, метеорологічної, аерологічної, озонометричної, метеорологічної радіолокаційної, агрометеорологічної, гідрологічної, а також комплексні дані про стан хімічного і радіаційного забруднення повітря, поверхневих і морських вод у пунктах базової мережі спостережень, а також в районах функціонування спеціальних програм спостережень в рамках об'єктового моніторингу у зонах впливу АЕС, промислових підприємств, транскордонних пунктах спостережень тощо.
Таким чином основними напрямками діяльності та завданнями УкрГМЦ є:
- внесення пропозицій щодо формування та реалізації державної політики у сфері гідрометеорологічної діяльності, ведення базового моніторингу за забрудненням навколишнього природного середовища гідрометеорологічного прогнозування та управління гідрометеорологічною галуззю України в цілому;
- внесення в межах свої повноважень пропозицій до проектів Державної програми економічного та соціального розвитку і Державного бюджету України, Програм діяльності Кабінету Міністрів України, Національної програми інформатизації та інших програм, пов'язаних з використанням національних гідрометеорологічних ресурсів та гідрометеорологічної діяльності (продукції);
- участь у розробленні та виконанні державних і регіональних програм розвитку гідрометеорологічної діяльності щодо забезпечення гідрометеорологічною інформацією населення та галузей економіки України;
- розробка, визначення і затвердження у межах своєї компетенції пріоритетних напрямків і програм фундаментальних і прикладних розробок, науково-дослідних та дослідно-конструкторських робіт, створення системи, науково-технічного формування завдань у сфері гідрометеорологічної діяльності;
- забезпечення єдності вимірювань гідрометеорологічних параметрів та здійснення метеорологічного контролю і нагляду при проведенні гідрометеорологічних спостережень, здійснення в межах своєї компетенції регламентно-профілактичного та ремонтно-технічного обслуговування гідрометеорологічних приладів і обладнання, проведення калібрування та повірки засобів вимірювальної техніки;
- аналіз та прогнозування умов погоди, гідрологічного режиму річок і водосховищ, агрометеорологічних умов вегетації сільськогосподарських культур та їх врожайності, метеорологічних умов, що впливають на забруднення повітря крупних промислових міст;
- здійснення гідрометеорологічного забезпечення та обслуговування Адміністрації Президента України, Верховної Ради України, Кабінету міністрів України, Ради національної безпеки і оборони України, Міністерств та інших центральних органів виконавчої влади, органів місцевого самоврядування, підприємств, установ та організацій всіх форм власності і населення гідрометеорологічною інформацією, попередженнями про загрозу виникнення небезпечних та стихійних гідрометеорологічних явищ;
- здійснення збору і обробки гідрометеорологічної інформації про рівень забруднення навколишнього природного середовища, формування баз і банків даних результатів гідрометеорологічних спостережень;
- організаційно-методичне керівництво підпорядкованими гідрометеорологічними організаціями з питань прогнозування метеорологічних, гідрологічних, агрометеорологічних умов, метеорологічних умов забруднення атмосферного повітря, гідрометеорологічного забезпечення і обслуговування споживачів, агрометеорологічних спостережень і робіт, збору, оброблення та передачі даних, ремонтів приміщень і споруд, використання автотранспорту;
- здійснення управління та контролю фінансово-господарської і виробничої діяльності підпорядкованих гідрометеорологічних підприємств, установ і організацій.

## Структура
Відповідно до своїх повноважень Український гідрометцентр є головною установою гідрометеорологічної галузі, яка здійснює організаційно-методичне керівництво діяльності гідрометеорологічних (підвідомчих) організацій України через свої структурні підрозділи за напрямками їх основної діяльності.
Таким чином організаційна структура УкрГМЦ складається з:
- Адміністрації (дирекції) центру;
- Головного центру аналізу, прогнозування гідрометумов та гідрометеорологічного забезпечення у складі шести відділів та дванадцяти секторів у їх складі;
- Головного центру телекомунікацій та обробки інформації у складі семи відділів та семи секторів у їх складі;
- Головного центру технічного обслуговування у складі трьох відділів і семи секторів у їх складі та однієї лабораторії;
- Центру виробничо-технічного забезпечення у складі трьох відділів і трьох секторів у їх складі, однієї ремонтно-відбудовчої партії та служби автогосподарства.

Крім цього, до структури УкрГМЦ входять вісім самостійних відділів і п'ять секторів у їх складі, Служба охорони праці та один самостійний сектор забезпечення діяльності адміністрації та зв'язків з громадськістю.
Загальна чисельність працівників УкрГМЦ без підвідомчих гідрометеорологічних організацій складає — 427 штатних одиниць.
Українському гідрометцентру підпорядковані і діють 25 підвідомчих гідрометеорологічних організацій, а саме: Центральна геофізична обсерваторія, Гідрометеорологічний центр Чорного та Азовського морів, Дніпропетровський, Донецький, Львівський, Харківський регіональні центри з гідрометеорології, Вінницький, Волинський, Житомирський, Закарпатський, Запорізький, Івано-Франківський, Кіровоградський, Луганський, Миколаївських, Полтавський, Рівненський, Сумський, Тернопільський, Хмельницький, Херсонський, Черкаський, Чернігівський, Чернівецький обласні центри з гідрометеорології та Дунайська гідрометеорологічна обсерваторія.
Загальна чисельність працівників цих гідрометеорологічних організацій становить — 3864 штатні одиниці.
В цілому, чисельність структурних підрозділів Українського гідрометцентру разом з підвідомчими організаціями, складає — 4291 штатну одиницю.

## Міжнародне співробітництво
Український гідрометеорологічний центр здійснює міжнародне співробітництво за напрямками — погода, клімат, гідрологія, водні ресурси і відповідних питань стану навколишнього природного середовища.
Міжнародна діяльність та співробітництво в системі УкрГМЦ здійснюється за наступними напрямками:
- в межах спільних кордонів, річкових басейнів з країнами близького зарубіжжя (Російська Федерація, Республіка Молдова, Республіка Білорусь) співробітництво регламентується двосторонніми угодами між гідрометслужбами та програмами обміну даними, а з країнами далекого зарубіжжя (Словацькою Республікою, Угорщиною, Румунією, Польською Республікою і Молдовою) співробітництво здійснюється в рамках двосторонніх міжурядових Угод, згідно розроблених і затверджених Уповноваженими Урядів Регламентів. В рамках міжурядових Угод створені робочі групи з гідрометеорології, в роботі яких активну участь беруть представники Українського гідрометцентру. Спеціалісти Українського гідрометцентру брали участь як експерти у цілому ряді міжнародних проектів, пов'язаних з удосконаленням служби гідрологічного моніторингу і прогнозування, а саме — Спільному проекті Україна — НАТО "З готовності та реагування на паводки у Карпатському регіоні, Міжнародному дансько-словацько-українському проекті по басейнах річок Уж, Латориця, Бодрог, українсько-шведському проекті «Управління водними ресурсами Каховського водосховища і Нижнього Дніпра». Співробітники центру, як експерти, підвищували свою кваліфікацію на навчальних курсах в Німеччині, Швеції, Югославії, Ізраїлі, Росії, Франції, Чехії, Бельгії.
- в тісній співпраці з міжнародними організаціями, в межах реалізації своїх повноважень у Всесвітній службі погоди бере участь в діяльності Всесвітньої Метеорологічної Організації (ВМО);
- участь у реалізації Рамкової конвенції ООН про зміну клімату (РКЗК);

 Україна з 1948 року є членом Всесвітньої метеорологічної організації (ВМО). ВМО — це міжурядова організація, до складу якої входять 185 країн-членів та 6 територій. ВМО координує діяльність країн-членів з проведення спостережень і обміну інформацією про погоду, водні ресурси і клімат відповідно до погоджених на міжнародному рівні стандартів; науково-дослідну роботу в національному, міжнародному і глобальному масштабах і підготовку професійних співробітників міжнародного визнаного рівня. ВМО також сприяє розвитку обслуговування, спрямованого на підвищення добробуту і безпеки окремих груп людей, держав і всього людства.
В рамках діяльності ВМО УкрГМЦ бере участь у:
- роботі технічних комісій ВМО (комісії з основних систем, комісії з приладів та методів спостережень, комісії з атмосферних наук, комісії з авіаційної метеорології, комісії з сільськогосподарської метеорології, комісії з гідрології, комісії з кліматології, комісії з морської метеорології);
- виконанні основних науково-технічних програм ВМО в рамках Всесвітньої служби погоди, Всесвітньої кліматичної програми, Програми з атмосферних досліджень та навколишньому середовищу, Програми з використання метеорології, Програми з гідрології та водних ресурсів, Програми з технічного співробітництва;
- підготовці звітів, довідок, інформаційних матеріалів, заповненні опитувальників ВМО;
- міжнародних конференціях, симпозіумах, робочих групах, навчальних заходах тощо;
- програмі добровільного співробітництва (ПДС) ВМО;
- роботі Конституційних органів ВМО та інших найважливіших заходах ВМО — Конгресах (раз на 4 роки), сесіях регіональних асоціацій (раз на 2 роки).

З метою координації, дій між Українською стороною та ВМО Указом Президента України від 23 лютого 2012 року № 148 Постійним Представником України у Всесвітній метеорологічній організації було офіційно призначено директора Українського гідрометцентру Миколу Івановича Кульбіду, який бере безпосередню участь у роботі міжнародних гідрометеорологічних організацій по лінії ВМО, сесіях та конгресах ВМО.

### Соцмережі
- Facebook
- Сніголавинна ситуація в Карпатах

### Офіційні документи
- Закон України «Про гідрометеорологічну діяльність» на Сайті Верховної Ради України [Архівовано 31 серпня 2017 у Wayback Machine.]
- Наказ Міністерства оборони України про діяльність гідрометеорологічної служби у мирний час №-477 — на Сайті Верховної Ради України [Архівовано 31 серпня 2017 у Wayback Machine.]